# Verpleegsterhaaien
Verpleegsterhaaien (Ginglymostomatidae) vormen een familie van haaien uit de orde van de Bakerhaaien (Orectolobiformes).
Ze worden voornamelijk in ondiepe, tropische en subtropische wateren in het westen van de Atlantische en het oosten van de Stille Oceaan aangetroffen. De familie omvat drie geslachten met in elk geslacht één soort. De zandtijgerhaai (orde Lamniformes) is beslist niet verwant aan deze groep, maar zijn naam wordt soms uit het Engels vertaald als grijze verpleegsterhaai (grey nurse shark).

## Beschrijving
De grootste soort, de verpleegsterhaai (Ginglymostoma cirratum) kan een lengte bereiken van 4,3 meter en 110 kg wegen, de geelbruine verpleegsterhaai (Nebrius ferrugineus) bereikt een lengte van 3,2 meter en de kleine zusterhaai (Pseudoginglymostoma brevicaudatum) wordt slechts 75 centimeter lang.
De haaien zijn geelachtig tot bruin van kleur en hebben gespierde borstvinnen, twee stekelloze rugvinnen en een staart die tot ruim een kwart van de lengte van het lijf is.
Het meeste kenmerkend aan deze haaien is de bek die ver voor de ogen en achtersnuit ligt, een kenmerk van een bodemvis. De vis heeft op de onderkaak twee vlezige chemosensorische organen die prooien kunnen opsporen verbogen in het sediment. Achter elk oog is een kleine cirkelvormige opening die deel uitmaakt van het ademhalingsstelsel van de haai. De tanden worden, net als bij andere haaien, gedurende hun hele leven doorlopend vervangen.

## Gedrag en relatie tot de mens
Het zijn nachtdieren, waarbij ze overdag in grote inactieve groepen van maximaal 40 soortgenoten leven. 's Nachts zijn de dieren solitair en zoeken ze op de bodem naar voedsel. Ze eten voornamelijk macrofauna zoals kreeftachtigen, week- en manteldieren, maar ook andere vissen, zoals pijlstaartroggen.
Verpleegsterhaaien maken gebruik van slapende vissen die anders te snel zouden zijn om te kunnen vangen.
Ze paren vanaf eind juni tot eind juli en zijn levendbarend. De draagtijd is zes maanden en er worden 30 tot 40 jongen gebaard per keer. De vrouwtjes hebben vervolgens 18 maanden nodig om nieuwe eitjes te produceren.
Haaien uit deze familie vallen gewoonlijk alleen mensen aan wanneer ze direct door hun bedreigd, dus uitgelokt, worden. Deze haai (om precies te zijn: Ginglymostoma cirratum) staat nummer twaalf op de lijst van het ISAF, met 10 niet uitgelokte aanvallen op mensen (tussen 1580 en 2008!), waarvan geen enkele dodelijk.

## Geslachten
- Ginglymostoma J. P. Müller & Henle, 1837
- Nebrius Rüppell, 1837
- Pseudoginglymostoma (soms als aparte familie Pseudoginglymostomatidae) Dingerkus, 1986